# قتاد عنتابي
القَتَاد العنتابي (باللاتينية: Astragalus aintabicus) نوع نباتي عشبي من جنس القتاد.

## البيئة والانتشار
موطنه بلاد الشام.